# 伊志嶺吉盛
伊志嶺 吉盛（いしみね よしもり、1953年11月23日 - ）は、沖縄県石垣市出身の高校野球指導者である。

## 人物・来歴
石垣島の沖縄県立八重山農林高等学校から本島の沖縄大学に進み、準硬式野球部に所属し全国制覇。
帰島して1978年に沖縄県立八重山商工高等学校の監督に就任した。一度引退したが、石垣市の野球部監督派遣事業に伴い、2003年春に同校監督に復帰。
2006年春のセンバツに初出場し、同年夏の甲子園にも初出場。春夏連続出場を果たし全国最南端高校の偉業と注目された。主力であった大嶺祐太らを小学生時代から指導していた。そのため入学時から期待されていた世代だったが、選手のほとんどが同じ石垣島育ちの幼馴染で競争意識が無く、朝練を休んだりサボったりとのんびりした性格が災いし当初は勝ちきれずにいた。伊志嶺は徹底したスパルタ指導で選手たちを鍛え上げ春夏連続での甲子園へと導いた。甲子園では後にセンバツ制覇する横浜高等学校を追い詰めたり、千葉経済大学附属高等学校との延長戦に突入した死闘など感動を呼んだ。
2016年12月7日付で、日本文理大学附属高等学校野球部監督に就任。2020年3月限りで契約満了のため監督を退任した。